# Shoshana Bush
Shoshana Gloriella Bush (* 5. Juli 1988 in Tiburon, Kalifornien) ist eine US-amerikanische Schauspielerin.

## Leben
Shoshana Bush hatte im Film Dance Flick – Der allerletzte Tanzfilm (2009) als Megan White ihre erste größere Rolle. Sie spielte auch in einer Nebenrolle in dem Film Fired Up! (2009).

## Filmografie (Auswahl)
- 2005: CSI: Miami (Fernsehserie, Folge 4x09 Urban Hellraisers)
- 2007: Palo Alto, CA
- 2007: Moonlight (Fernsehserie, Folge 1x01 No Such Thing as Vampires)
- 2008: Lie to Me
- 2009: Ghost Whisperer – Stimmen aus dem Jenseits (Ghost Whisperer, Fernsehserie, Folge 4x15 Greek Tragedy)
- 2009: Fired Up!
- 2009: Dance Flick – Der allerletzte Tanzfilm (Dance Flick)
- 2010: The Secret Life of the American Teenager (Fernsehserie, 2 Folgen)
- 2012: Broken Roads
- 2013: #1 Serial Killer
- 2013: Awkward – Mein sogenanntes Leben (Awkward, Fernsehserie, Folge 3x18: Die alte Jenna)
- 2013: Hot Mess (Fernsehfilm)
- 2013: Complicity
- 2014: 2 Bedroom 1 Bath
- 2016: Piece of Cake (Kurzfilm)
- 2017: The Night Is Young
- 2017: The Other Place (Kurzfilm)
- 2017: Versus (Fernsehserie, 4 Folgen)
- 2018: Web of Lies (Fernsehfilm)
- 2019–2021: On My Block (Fernsehserie, 5 Folgen)
- 2019: Hoax
- 2019: The Night Is Young
- 2019: Stumptown (Fernsehserie, 2 Folgen)
- 2023: Cora Bora